# Renanthoglossum
× Renanthoglossum, (abreviado Rngm) en el comercio, es un híbrido intergenérico entre los géneros de orquídeas Ascoglossum × Renanthera. Fue publicado en Orchid Rev. 71(843, noh): 3 (1963).